# Max Colin
Max João Colin (Joinville, 25 de abril de 1885 – Joinville, 8 de outubro de 1951) foi um advogado e político brasileiro.
De raízes germânicas, era filho de Johann Heinrich Colin e de Ernestine Moldenhauer Colin. Casou com Irma Von Zeska.
Max foi prefeito municipal de Joinville entre 1934 e 1936 e deputado à Assembleia Legislativa de Santa Catarina na 1ª legislatura (1947 — 1951). Ele também foi vereador em Joinville durante a primeira república e Era Vargas. Quando as casas legislativas foram derrubadas pela revolução de 1930, Max foi designado para o Conselho Consultivo Municipal de Joinville.